# Açumbre
Açumbre är ett äldre spanskt volymmått för vin, motsvarande 2,017 liter. 1 açumbre = 4 cuartillos (0,504 liter) = 16 copas (0,126 liter). 1 cantara eller aroba (16,136 liter) = 8 açumbres.